# Il gioco delle tre carte
Il gioco delle tre carte è un romanzo dello scrittore italiano Marco Malvaldi, pubblicato nel 2008. Il libro è il secondo appartenente alla serie di gialli I romanzi del BarLume.

## Trama
Mentre Massimo e Aldo sono impegnati nel catering al congresso di chimica (International Workshop on Macromolecular and Biomacromolecular Chemistry), un professore giapponese, Kiminobu Asahara, cade battendo la testa e muore nel trasporto verso il pronto soccorso per uno strano arresto respiratorio. Come conseguenza della loro presenza al convegno, vengono quindi convocati separatamente dall'investigatore capo Fusco. L'intenzione di Fusco è ottenere informazioni il prima possibile, per evitare che Massimo e Aldo possano dimenticare dettagli dell'evento, utili all'indagine. Durante questi colloqui, Massimo e Aldo vengono messi al corrente che il professore soffriva di una rara malattia e che la morte sembra causata dall'assunzione di Tavor; la medicina, molto pericolosa in presenza della malattia del professore, sembra aver causato l'arresto respiratorio. Fusco chiede quindi a Massimo se ha visto qualcuno mettere qualcosa nelle bevande del professore, lasciando intendere che il professore possa essere stato avvelenato per qualche motivo. Né Massimo né Aldo hanno notato questa eventualità. A fine incontro, Fusco dà indicazione ad Aldo e Massimo di mantenere il più stretto riserbo sulla vicenda. Ovviamente Aldo ne parla subito con gli altri tre vecchietti al BarLume. In particolare l'argomento viene fuori in presenza del professor Anton Snijders che il giorno dopo la morte del collega si ritrova al BarLume per prendere dei cornetti, prima di partire in bici sotto la pioggia per un giro a Pisa. Saputo che la morte del collega non è stato un incidente, si fa indicare la Stazione dei Carabinieri per riferire un'informazione forse importante per le indagini: spiega infatti a Massimo e ai vecchietti che il professore morto faceva parte di una commissione che avrebbe potuto far perdere fondi importanti ad un altro collega, il professor Watanabe, e di averlo sentito affermare al convegno che nel suo laptop c'erano documenti che avrebbero potuto "distruggere" il lavoro di Watanabe.
Il convegno viene intanto sospeso nel rispetto del defunto e Massimo si ritrova al bar con Tiziana (intervenuta per sostituirlo, dato che Massimo avrebbe dovuto fare il catering del convegno per il resto della settimana), che visto le giornate di pioggia e la conseguenza scarsezza di clienti, propone a Massimo un rinnovo estetico del bar: Massimo accetta, ma rifiuta che vengano tolti il poster sul grande Torino e il quadro che riporta la sua vincita al Totocalcio (grazie alla quale ha potuto comprarsi il bar). Durante questo dialogo con Tiziana, viene interrotto per essere convocato nuovamente in commissariato. Lì si ritrova a far da traduttore per degli interrogatori dove vengono sentiti alcuni partecipanti al convegno. Fusco sa che molti di quelli partiranno dopo pochi giorni per le loro nazioni di origine, deve quindi concentrare gli interrogatori subito sui ricercatori maggiormente coinvolti: comincia quindi dai partecipanti giapponesi e in particolare da Watanabe. Durante questi interrogatori, solo Shinichi Kubo, un ricercatore del gruppo del professore morto, riferisce che il laptop trovato non è quello usato da lui abitualmente, sollevando il sospetto che il professore usasse un altro portatile. Nonostante ciò Massimo prova ad accenderlo, ottenendo solo una schermata di errore.
Tornato al bar, Massimo viene erudito da Aldo sul gioco delle tre carte: Aldo racconta a Massimo di come abbia imparato il gioco, e altri trucchi, durante la noia del suo lavoro in crociera, allenandosi da solo davanti a uno specchio.
Il giorno dopo Massimo, con l'agente Turturro, si reca in università a Pisa, al dipartimento di Chimica, per permettere ad un suo amico (Carlo Pittaluga) più esperto, di copiare i dati dal disco rigido del portatile del professore. Dalla copia viene rimarcato come sul portatile fossero presenti pochi documenti divisi in 2 cartelle: in una cartella sono presenti due documenti di testo in giapponese dall'aspetto del tutto ufficioso e, nella seconda cartella, un file con del codice di calcolo in Fortran di dinamica molecolare, che Carlo definisce "molto semplice".
Una volta tornato al bar, Massimo scopre che Tiziana ha già effettuato i cambiamenti di aspetto del locale e che vengono apprezzati dai 3 vecchietti che arrivano poco dopo il suo arrivo. Quasi in contemporanea si siede ad un tavolino del bar Koichi Kawaguchi, un giapponese partecipante del convegno che aveva già contribuito agli interrogatori dei suoi colleghi come traduttore e che è stato utilizzato anche da Fusco per la traduzione dei 2 documenti trovati quella mattina sul portatile. Mentre i vecchietti provano a convincere Massimo ad andare a scoprire dal giapponese al tavolo cosa c'era nei due file del portatile, si presenta al bar anche Snijders. Aldo convince Snijders ad andare da Kawaguchi e si scopre che nei due file erano presenti solo poesie (haiku) scritte dal professore. Parlando con Snijders viene anche fuori che il professore morto aveva fatto la presentazione al congresso in PowerPoint, creandola quindi presumibilmente con un sistema Windows, mentre il portatile ritrovato aveva solo Linux.
A questo punto accadono degli eventi che fanno intuire a Massimo l'accaduto. Massimo, infatti, si reca all'internet point di Pineta per capire i problemi del Wi-Fi del suo bar. Lì vede ad uno dei PC del locale Kubo, il ricercatore del professore morto e già interrogato inizialmente. Inoltre, riceve una telefonata da Ampelio (suo nonno), che gli sottolinea come la sua memoria non sia poi così eccezionale, dato che si era completamente dimenticato di accompagnarlo in macchina in Posta a ritirare la pensione (come ogni 25 del mese). Massimo ha quindi un'intuizione che gli permette di unire i puntini, telefona a Carlo per far compilare ed eseguire il codice Fortran del professore. Come previsto da Massimo il codice dà un errore per inssufficiente memoria ram. Organizza quindi un interrogatorio insieme a Fusco: viene convocato Kubo e Kawaguchi come traduttore. Dall'interrogatorio viene fuori la verità già intuita da Massimo: le memorie del portatile del professore erano sperimentali e Kubo, in cambio di un lavoro di un'azienda produttrice di memorie concorrente, aveva scambiato le memorie del professore con quelle del proprio portatile. Rubare il portatile avrebbe potuto dare nell'occhio dato che nello stesso hotel era appena stato rubato un altro portatile. Per poter scambiare le memorie Kubo aveva dato del Tavor al professore, non sapendo della sua malattia. Così come nel gioco delle tre carte, Massimo aveva quindi capito che la verità era davanti ai loro occhi e che erano stati finora ingannati dalle loro stesse convinzioni: il PC è un calcolatore e come tale serve a fare dei calcoli e quello era il vero PC del professore, mentre l'altro portatile non era mai esistito; il professore aveva semplicemente fatto fare la presentazione a Kubo, suo collaboratore, sul suo portatile Windows, come avviene spesso. Kubo, inoltre, aveva cercato di depistare le indagini dicendo che il professore avesse un altro portatile. Vedere Kubo all'internet point con un PC non suo (quando aveva ammesso di avere un suo portatile e in albergo c'era la connessione wifi) aveva fatto capire a Massimo come scambiando le memorie anche il portatile di Kubo aveva smesso di funzionare.
Massimo e i 3 vecchietti si ritrovano così, ancora una volta, a commentare al bar la notizia sul giornale del caso risolto.

## Personaggi

### Personaggi ricorrenti
Per i personaggi ricorrenti vedere I romanzi del BarLume.

### Personaggi introdotti nel romanzo
- Kiminobu Asahara: professore giapponese morto in circostanze misteriose durante il congresso.
- Anton Snijders: docente olandese di chimica e ricercatore, partecipante svogliato del congresso, aiuta Massimo a districare la vicenda. Avendo una moglie italiana parla un buon italiano.
- Koichi Kawaguchi: un ricercatore giapponese che assiste agli interrogatori come traduttore dal giapponese all'inglese e viceversa.
- Shinichi Kubo: ricercatore giapponese del gruppo di Asahara.
- Carlo Pittaluga: amico di Massimo, ricercatore del dipartimento di Pisa, esperto di calcolo e pc, aiuta Massimo con il portatile del professore Asahara.
- Agente Turturro: collega del commissario Fusco, avendo svolto 2 anni di università in informatica, è ritenuto l'esperto dei computer all'interno del commissariato.

### Altri
- Nelle note finali al libro, l'autore riferisce che due personaggi sono ispirati alla vita vera:
- Ampelio ispirato a suo nonno.
- Massimo ispirato a un vero barista di Pineta.